# Веслоніс китайський
Веслоніс китайський, також псефур (Psephurus gladius)  — вимерла прісноводна риба родини веслоносові, єдиний представник роду китайський веслоніс (Psephurus).
Ендемік річки Янцзи, іноді запливає в великі озера і в Жовте море. Ймовірно є найбільшою прісноводною рибою. Є інформація, що в 1950-х роках, рибалки зловили веслоноса завдовжки 7 метрів, хоча достовірність цієї історії є непідтвердженою. Живиться рибою і ракоподібними. М'ясо та ікра веслоноса високо цінуються в Китаї, і в минулому, як стверджується, риба часто виступала як подарунок до імператорського двору.
У 2020 році науковці оголосили вид вимерлим, а формально віднесений до вимерлих видів Міжнародним союзом охорони природи у липні 2022.